# Einstein's Cosmos
Einstein's Cosmos: How Albert Einstein's Vision Transformed Our Understanding of Space and Time är en populärvetenskaplig bok av Michio Kaku som utgavs 2004. I boken diskuterar Kaku om Einsteins arbete, liv och koncept som E=mc² samt speciella relativitetsteorin.